# Lutzelhouse
Lutzelhouse é uma comuna francesa na região administrativa de Grande Leste, no departamento Baixo Reno. Estende-se por uma área de 28,57 km². Em 2010 a comuna tinha 1 928 habitantes (densidade: 67,5 hab./km²).